# 화신테크
주식회사 화신테크는 대구광역시 북구에 본사를 둔 주형 및 금형 제조업체이다.

## 역사 및 현황
1985년 5월 6일에 설립되었으며, 2006년 11월 10일에 코스닥 시장에 상장하였다.
2020년 3월 9일에는 사명을 이노와이즈로 변경하였으며, 2021년 8월 13일부터 사명을 다시 화신테크로 변경하였다.그러나 동년 8월 31일부로 감사의견 거절을 받아 상장폐지 되었다.

## 내용주
1. ↑  현재 접속불가